# Wilhelm Drexelius
Wilhelm Drexelius (* 31. Juli 1906 in Altona; † 22. März 1974 in Hamburg) war ein Rechtsanwalt und deutscher Politiker der SPD.

## Leben und Beruf
Nach dem Abitur studierte Drexelius Rechtswissenschaften an der Universität Hamburg und wurde anschließend zum Doktor der Rechte promoviert. Er ließ sich als Rechtsanwalt in Hamburg nieder und eröffnete im Mai 1933 mit Clara Gentner, der späteren Ehefrau von Erich Klabunde, am Neuen Wall 54 eine Kanzlei. Er verteidigte in der Zeit des Nationalsozialismus regelmäßig politisch Verfolgte vor den Gerichten in Hamburg und Altona. Ab 1935 – Clara Klabunde war mit ihrem Ehemann nach Berlin gezogen, um der Verfolgung in Hamburg zu entgehen – betrieb er die Kanzlei alleine. 1945 nahm er Clara Klabunde wieder in seine Kanzlei auf. Nachdem er wegen seiner politischen Tätigkeit 1946 seine Kanzlei aufgegeben hatte, wurde er 1970 erneut zur Rechtsanwaltschaft zugelassen.
Nach Drexelius wurde 2010 der neu angelegte Wilhelm-Drexelius-Weg in Barmbek-Nord benannt.

## Politik

### Partei
Bereits in den 1920er Jahren trat Drexelius der SPD bei und engagierte sich auch in der sozialistischen Studentengruppe.

### Abgeordneter
Von 1961 bis 1974 gehörte Drexelius der Hamburgischen Bürgerschaft an. Die Bürgerschaft wählte ihn zum Mitglied der fünften Bundesversammlung, die 1969 Gustav Heinemann zum Bundespräsidenten wählte.

### Öffentliche Ämter
1946 wurde Drexelius von Max Brauer zum Senatssyndikus des Rechtsamtes in Hamburg ernannt. In dieser Eigenschaft nahm er 1948 als Bevollmächtigter des Hamburger Senats an dem Verfassungskonvent auf Herrenchiemsee teil. 1951 wurde er in gleicher Funktion in die Senatskanzlei versetzt. Auch nach dem Wahlsieg des Hamburg-Blocks unter Kurt Sieveking 1953 verblieb er in dem Amt, das einem Staatssekretär in Flächenländern entspricht. Zum 1. Januar 1961 wurde er von der Hamburgischen Bürgerschaft in den Senat der Freien und Hansestadt gewählt. Von diesem wurde er zunächst gemeinsam mit Rudolf Büch als Senator in die Baubehörde entsandt. Zum 13. Dezember 1961 wechselte er in die Schulbehörde. Als nach dem Rücktritt Paul Nevermanns am 9. Juni 1965 Herbert Weichmann neuer Erster Bürgermeister wurde, blieb Drexelius Senator der Schulbehörde. Nach der Bürgerschaftswahl 1966 wurde er am 27. April zusätzlich Zweiter Bürgermeister. Nach der Bürgerschaftswahl 1970 schied er aus dem Senat aus. Als seinen Nachfolger entsandte der Senat den bisherigen Senator der Justizbehörde Peter Schulz in die Schulbehörde. Diesen wählte der Senat auch zum Zweiten Bürgermeister.

## Veröffentlichungen
- Gewollte Tarifunfähigkeit. Bendschneider, Hamburg 1930. (Diss. Universität Hamburg 1930)
- Mit Renatus Weber: Die Verfassung der Freien und Hansestadt Hamburg vom 6. Juni 1952. Kommentar. Cram, de Gruyter & Co., Hamburg 1953.
  - Grundgesetz für die Bundesrepublik Deutschland und Verfassung der Freien und Hansestadt Hamburg. Kuratorium für Staatsbürgerliche Bildung, Hamburg 1967.
- Hans Bütow: Die große Flut in Hamburg. Eine Chronik der Katastrophe vom Februar 1962. Im Auftrage und in Zusammenarbeit mit der Schulbehörde zusammengestellt von Hans Bülow. Vorwort Dr. Wilhelm Drexelius, Senator. Schulbehörde der Freien und Hansestadt Hamburg, Hamburg 1963.
- Dante Alighieri: Divina Commedia. Bd. 1: Faksimile des Codex Altonensis. Bd. 2: Kommentar zum Codex Altonensis. Hrsg. v. der Schulbehörde der Freien und Hansestadt Hamburg durch Hans Haupt mit Beiträgen von Hans Haupt, Hans Ludwig Scheel und Bernhard Degenhart. Geleitworte von Wilhelm Drexelius und Hans Rheinfelder. Gebr. Mann, Berlin 1965.
- Rechtsanwalt in Hamburg. 1921 –1946. In: Herbert Ruscheweyh. 1892 – 1965. Gedächtnisschrift. Christians, Hamburg 1966, S. 13–17.
- Helmut Hofmann (Hrsg.): 75 Jahre Gymnasium am Kaiser-Friedrich-Ufer. 1892–1967. Mit einem Geleitwort von Bürgermeister Wilhelm Drexelius und Grußworten von Oberstudiendirektor Dr. Otto Genz und Oberschulrat Curt Zahn. Otto Schwitzke, Hamburg 1967.
- Bildungs- und Wissenschaftspolitik. Parlamentarier-Konferenz 1967. Hrsg. Sozialdemokratische Partei Deutschlands. Bad Godesberg 1967.